# Ion rapid transit
Ion ist der Name eines Stadtbahnsystems in der Waterloo Region in der kanadischen Provinz Ontario. Die Stadtbahnlinie verbindet die drei benachbarten Städte Waterloo, Kitchener und Cambridge. Während die erste Etappe zwischen der Stadt Waterloo und Kitchener auf einer eine Länge von 19 km in Betrieb ist, ist die zweite Etappe zwischen Kitchener und Cambridge noch in Planung. Im Endausbau wird die Linie 37 km lang sein.

## Geschichte
Die Auswahl der Stadtbahn als bevorzugtes Verkehrsmittel traf die Region 2009. Im Jahr 2014 wurde der Bau der ersten Etappe zwischen Waterloo (Stadt) und Kitchener begonnen. Die ursprünglich geplante Eröffnung Ende 2017 verschob sich unter anderem wegen Lieferschwierigkeiten der neuen Flexity-Freedom-Fahrzeuge von Bombardier. Die Linie wurde schließlich nach weiteren Verspätungen am 21. Juni 2019 eröffnet.

## Stationen
Die erste Etappe umfasst 19 Stationen. Sechs dieser Stationen werden nur in einer Richtung bedient, da die Linie über parallele Einbahnstraßen geführt wird.
| Station                                  | Stadt     | Trassierung      | kreuzt            | Umsteigemöglichkeit                                                            |
| ---------------------------------------- | --------- | ---------------- | ----------------- | ------------------------------------------------------------------------------ |
| Conestoga                                | Waterloo  |                  |                   | Conestoga Mall Transit Terminal: Autobusse von Grand River Transit und iXpress |
| Northfield                               | Waterloo  | GEXR (Eisenbahn) | Northfield Dr     | Parken und Reisen                                                              |
| Research + Technology                    | Waterloo  | GEXR             | Wes Graham Way    |                                                                                |
| University of Waterloo                   | Waterloo  | GEXR             |                   |                                                                                |
| Laurier Waterloo Park                    | Waterloo  | GEXR             | Seagram Dr        |                                                                                |
| Waterloo Public Square (Richtung Norden) | Waterloo  | GEXR             | King St           |                                                                                |
| Willis Way (Richtung Süden)              | Waterloo  | Caroline St      | Willis Way        |                                                                                |
| Allen                                    | Waterloo  | King St          | Allen St          |                                                                                |
| Grand River Hospital                     | Kitchener | King St          | Pine St           |                                                                                |
| Central Station – Innovation District    | Kitchener | King St          | Victoria St       | Bahnhof Kitchener: GO Transit, VIA Rail                                        |
| Kitchener City Hall (Richtung Norden)    | Kitchener | Duke St          | Young St          |                                                                                |
| Victoria Park (Richtung Süden)           | Kitchener | Charles St       | Gaukel St         |                                                                                |
| Frederick (Richtung Norden)              | Kitchener | Frederick St     | King St           |                                                                                |
| Queen (Richtung Süden)                   | Kitchener | Charles St       | Queen St          |                                                                                |
| Kitchener Market                         | Kitchener | Charles St       | Cedar St          |                                                                                |
| Borden                                   | Kitchener | Charles St       | Borden Ave        |                                                                                |
| Mill                                     | Kitchener | CN (Eisenbahn)   | Ottawa St Mill St |                                                                                |
| Block Line                               | Kitchener | Courtland Ave    | Block Line Rd     |                                                                                |
| Fairway                                  | Kitchener |                  |                   | Bus Rapid Transit nach Ainslie St. Transit Terminal (Cambridge)                |

## Trassierung

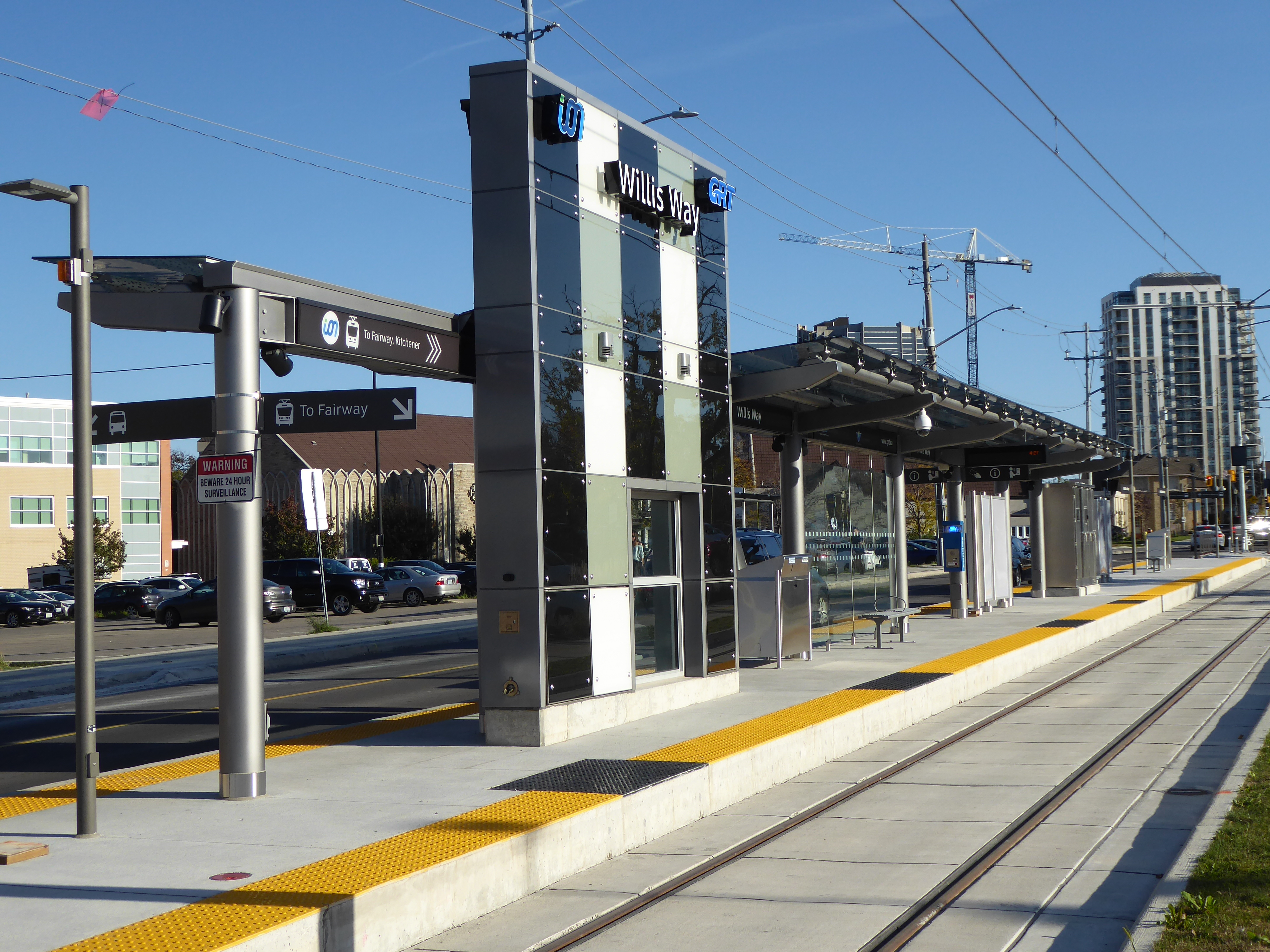
Station Willis Way entlang der Caroline Street

Die Stadtbahn nutzt eine Strecke der Goderich–Exeter Railway (GEXR) zwischen den Stationen Northfield und Waterloo Public Square. Vor dem Bau der Stadtbahn war die Eisenbahnlinie eingleisig. Für den Stadtbahnbetrieb wurde diese Strecke zweigleisig ausgebaut und der konventionelle Eisenbahnbetrieb auf die Zeit von 01:00 bis 05:00 nachts befristet. An den Haltestellen Research and Technology, University of Waterloo und Laurier Waterloo Park wurden Gleisspurverziehungen angelegt, um trotz des breiteren Lichtraumprofil der Eisenbahn die Einstiegsverhältnisse der Stadtbahn wie an allen anderen Haltestellen gestalten zu können.
Zwischen den Stationen Mill und Block Line wird die Stadtbahnlinie unter dem Conestoga Parkway parallel zu einer Strecke der Canadian National Railway (CN) geführt.
Gewöhnlich ist die Stadtbahn in Straßenmitte oder Straßenseitenlage, abgetrennt vom Straßenverkehr, trassiert.

## Fahrzeuge

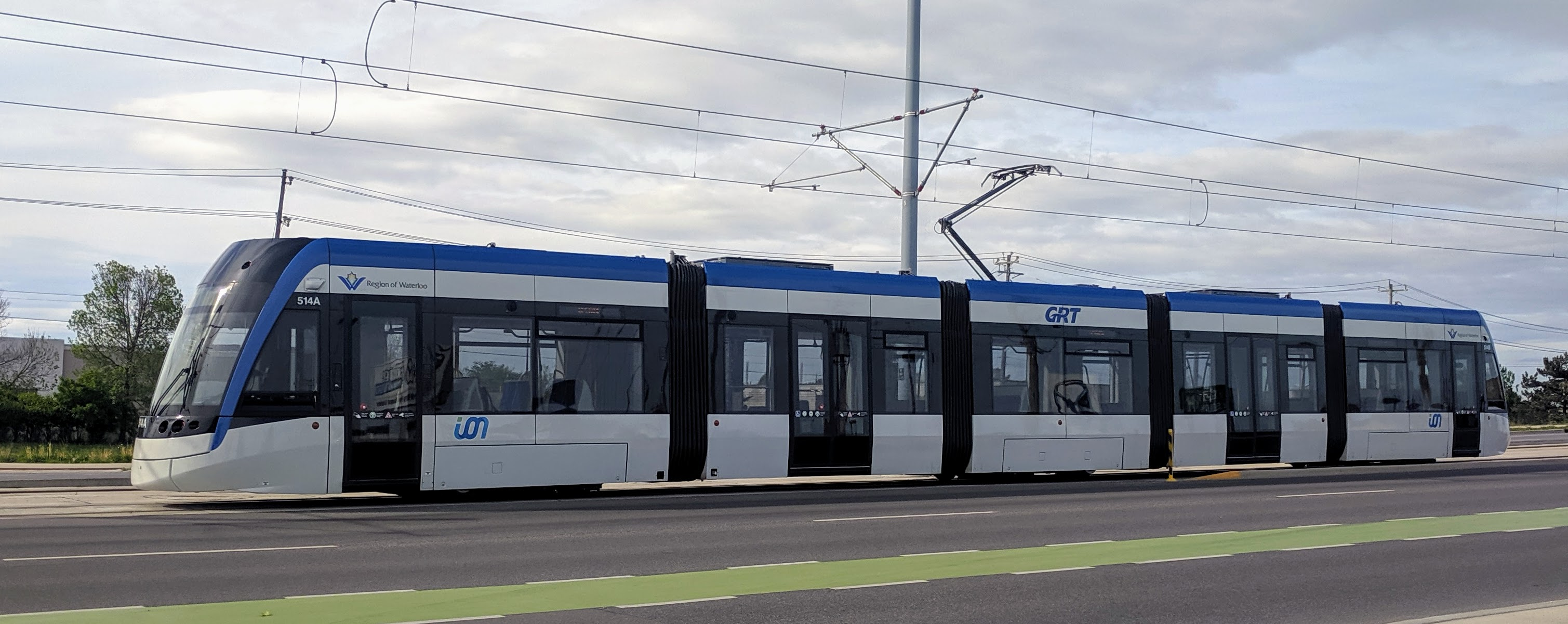
Flexity-Freedom-Triebwagen 514 in der Northfield Drive

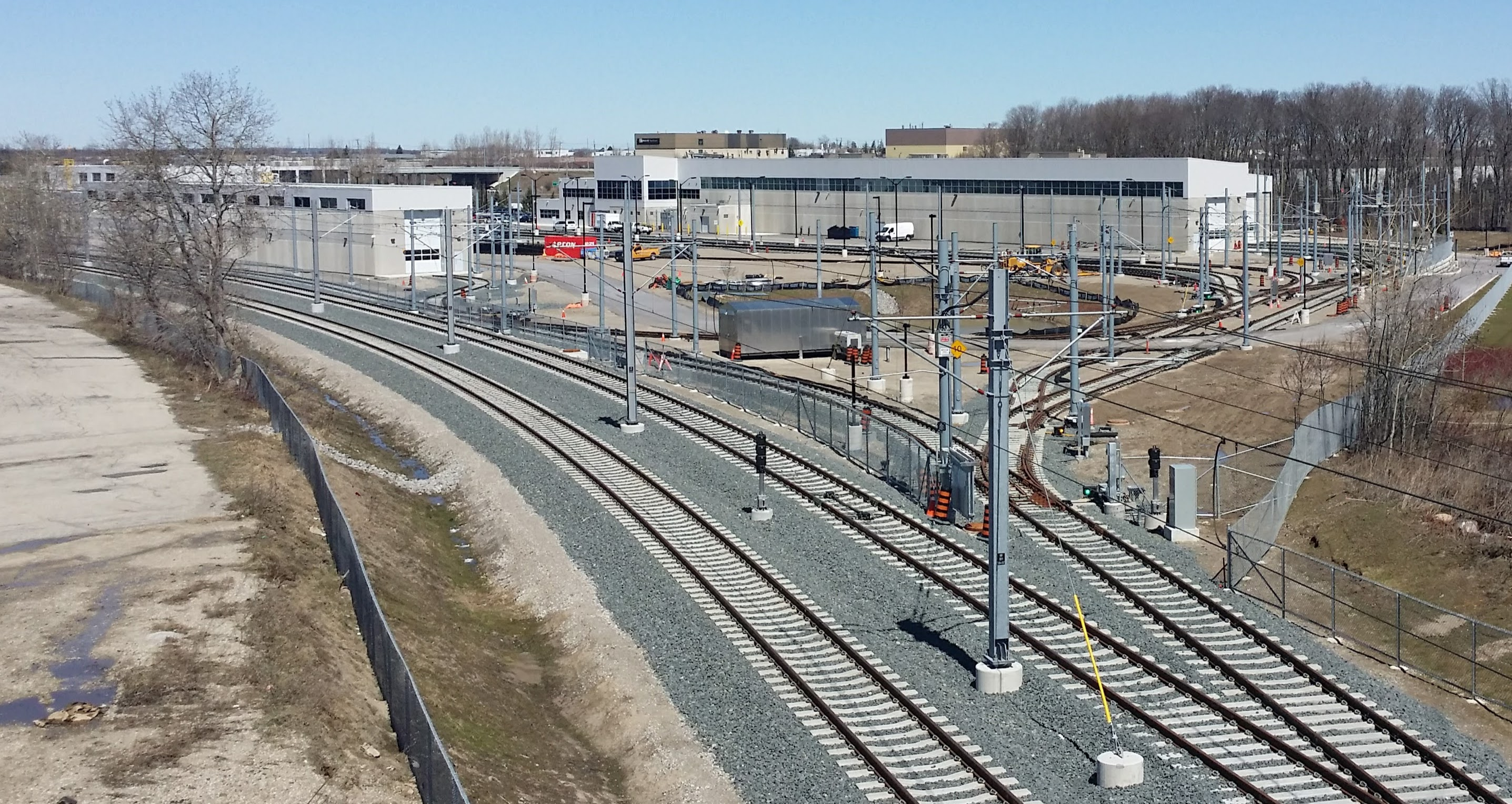
Betriebsbahnhof (Operations, Maintenance and Storage Facility)

Die Waterloo Region hat 14 Fahrzeuge des Typs Flexity Freedom von Bombardier bestellt. Jeder Wagen hat 56 Sitzplätze und eine Kapazität für 280 Fahrgäste. Das erste Fahrzeug (Nummer 504) wurde im Dezember 2017 ausgeliefert und anschließend erprobt. Nachdem die Auslieferung der ursprünglichen 14 Fahrzeuge 2018 abgeschlossen wurde, kam 2021 ein zusätzlicher Wagen als Ausgleich für die Lieferverzögerungen hinzu.